# Edu Roldán
Eduardo Roldán de Aranguiz López (Vitoria, Álava, España, 13 de septiembre de 1977), conocido como Edu Roldán, es un exfutbolista español que jugaba de centrocampista. Actualmente es fisioterapeuta del Deportivo Alavés de la Primera División de España.

## Trayectoria

### Jugador
Formado en las categorías inferiores del Deportivo Alavés, tras jugar en el Deportivo Alavés "B" (3ª División), fichó en 1998 por el C. D. Aurrerá de Vitoria (2ªB). En la temporada 2000-2001 abandonó el club rojillo para fichar por el Deportivo Aragón (2ªB), donde jugó las siguientes dos temporadas.
En verano de 2002 dio el salto a 2ª División al fichar por la S.
D. Eibar. Pese a iniciar la temporada como titular, en el mercado invernal salió cedido al Real Unión C. de Irún (2ªB). La siguiente temporada permaneció completa en el conjunto armero, pero sin contar con demasiado protagonismo.
Para la temporada 2004-2005 fichó por el Real Unión C. de Irún (2ªB), donde volvió en el mercado de invierno de la 2005-2006 tras iniciar la temporada como cedido en la S. D. Huesca (2ªB).
En verano de 2006 regresó definitivamente al Alcoraz donde jugó las siguientes 3 temporadas participando en el ascenso del equipo oscense a la 2ª División. En la categoría de plata permaneció una temporada antes de fichar por Zamora C. F. (2ªB). Sus dos últimas temporadas como activas las disputó en las filas de la S. D. Ejea (3ª División).

### Fisioterapeuta
Titulado en Magisterio de Educación Física por el Instituto Vasco de Educación Física (IVEF) de la E.H.U.-U.P.V. en Vitoria y la carrera de Fisioterapia en Universidad de Zaragoza, en 2012 recaló en el Deportivo Alavés como fisioterapeuta.

## Clubes
| Club                     | País   | Año       |
| ------------------------ | ------ | --------- |
| Deportivo Alavés "B"     | España | 1996-1998 |
| C. D. Aurrera de Vitoria | España | 1998-2000 |
| Deportivo Aragón         | España | 2000-2002 |
| S. D. Eibar              | España | 2002-2004 |
| Real Unión               | España | 2004-2006 |
| S. D. Huesca             | España | 2006-2009 |
| Zamora C. F.             | España | 2009-2010 |
| S. D. Ejea               | España | 2010-2012 |